# Nissan R380

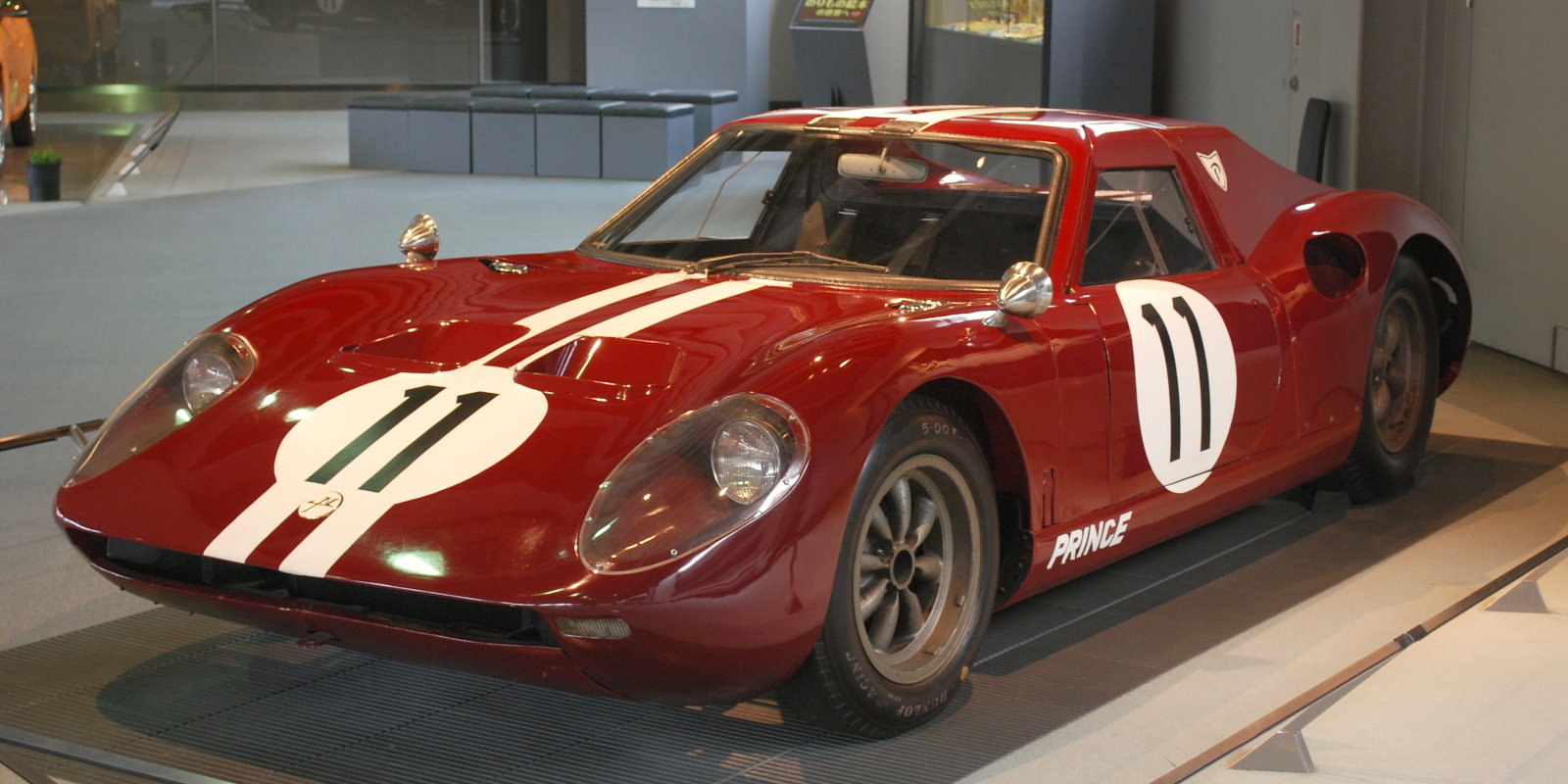
Prince R380

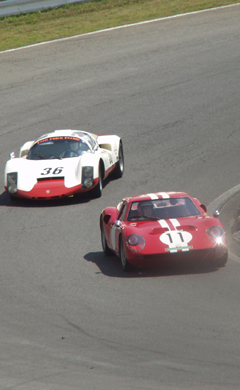
Ein Prince R380 gefolgt von einem Porsche 906

Der Prince R380 war ein Rennwagen, der 1965 von der Prince Motor Company für den Großen Preis von Japan hergestellt wurde. Nach der Fusion mit Nissan 1966 wurde der R380 zum Nissan R380-II (auch R380 Mk II) modifiziert.

## Entwicklungsgeschichte und Technik
1964 hatte Prince die neuen Skyline 2000 GT S54 im zweiten Großen Preis von Japan starten lassen, um das Leistungsvermögen des neuen Prince-G7-Reihensechszylinder-Motors nachzuweisen. Obwohl sich die Wagen nicht schlecht schlugen, wurden sie doch vom Porsche 904 GTS eines Privatfahrers auf die Plätze zwei bis sechs verwiesen. Prince erkannte die Überlegenheit des Mittelmotorkonzeptes im Porsche 904 und kam zum Entschluss, dass ein speziell für diesen Zweck gebauter Sportwagen zum Gewinnen des Grand Prix nötig wäre. Der Wagen wurde von Grund auf neu konstruiert und hatte eine vollkommen neues Fahrgestell, das zur Aufnahme eines Mittelmotors geeignet war. Auch hatte der neue Wagen eine aerodynamische Karosserie mit sichtbaren Streben über der hinteren Motorhaube.
Den Motor nannte Prince weiterhin G-Serie wie beim Skyline, passte ihn aber auf die speziellen Erfordernisse des Renneinsatzes an. Die neue Maschine hieß GR8 und war ein Reihensechszylindermotor mit 1.966 cm3 Hubraum und einer Leistung von 200 PS (147 kW). Das Hewland-Renngetriebe hatte 5 Gänge.
Als Nissan das Projekt übernahm, wurde die Karosserie des R380 komplett überarbeitet. Die hinteren Streben wurden durch ein durchgehendes Cockpit mit Motorabdeckung ersetzt und die Kühlöffnungen und Luftleitbleche des Fahrzeugs weiterentwickelt. Nissan schaffte es, die Leistung der GR8-Maschine auf 220 PS (162 kW) zu bringen.

## Renngeschichte
Wegen der Absage des Großen Preises von Japan 1965 diente der Prince R380 zu Hochgeschwindigkeits-Aerodynamiktests. Bei diesen Tests brach der Wagen Ende 1965 fünf E-Klasse-Geschwindigkeitsrekorde für Landfahrzeuge.
1966 gab Prince vier Nennungen für den R380 beim Großen Preis von Japan auf dem Fuji Speedway ab, an dem auch drei der neueren Porsche 906 teilnahmen. Schließlich errangen die R380 den Gesamtsieg, wobei der von Giichi Sunako gewann und Hideo Oishi Zweiter wurde.
Nach der Überarbeitung durch Nissan wurden wiederum vier Wagen in den Großen Preis von Japan geschickt. Diesmal aber hatten die Porsche 906 die Oberhand und für die R380-II blieben nur der zweite, dritte, vierte und sechste Platz. Der Sieger fuhr einen Abstand von fast zwei Minuten heraus. Später setzte Nissan einen R380-II für die Erringung neuer Geschwindigkeitsrekorde für Landfahrzeuge ein und brach im Oktober desselben Jahres sieben dieser Rekorde.
Nach der Entwicklung des Nachfolgers R381 1968 wurden die R380 an Privatfahrer verkauft. Die gaben in diesem Jahr wiederum drei Nennungen für den Großen Preis von Japan ab und erreichten die Plätze drei, vier und fünf. Zwei vom Werk gemeldete R380 errangen den ersten und den zweiten Platz im Chevron Paradise 6 Hour 1969 auf dem Surfers Paradise International Raceway in Australien. 1969 errang ein R380 den zweiten Platz im 1000-km-Fuji-Rennen und nochmals einen zweiten Platz bei einem 200-Meilen-Rennen in Fuji 1970.
2005 restaurierte Nismo einen R380-II und nutzte ihn für Ausstellungen zusammen mit anderen Wagen der R380-Serie.